# Sehy Ferenc
Sehy Ferenc, Kemény (Arad, 1764. vagy 1765. – Nagyvárad, 1799.) színész, fordító. A Martinovics-összeesküvés besúgója.

## Életpályája
Az első magyar színtársulat tagja. Jeles színész volt, de áskálódó, összeférhetetlen személyiség. Kelemen László úttörő vállalkozásának tönkretételében oroszlánrésze volt. A társulat vezető színésznője, Moór Anna is miatta maradt távol egy ideig a színpadtól. Miután a pesti magyar színészet 1796-ban megszűnt, átment a kolozsvári színtársulathoz és az erdélyi színészekkel több magyar városban megfordult. Számos sikeres darabban főszerepet játszott.
Németből átdolgozott darabjait az 1790-es évektől kezdve többször játszották a régi magyar színtársulatok (Spanyolok Peruban, Muszka katona).
Kocsmai verekedésben ütötték agyon. Halálát a közvélemény a végzet megtorlásának tekintette azért, mert titkos besúgásával hozzájárult a Martinovics-összeesküvés részeseinek  vérpadra juttatásához.